# جون دبليو. تومسون
جون دبليو. تومسون هو سياسي كندي، ولد في 31 مايو 1858، وتوفي في 4 فبراير 1914.